# Score (film)
Score è un film pornografico del 1974 diretto da Radley Metzger. È uno dei primi film a esplorare la tematica della bisessualità, ed è considerato uno dei classici della cosiddetta "Golden Age of Porn" dei primi anni settanta che generò pellicole quali Dietro la porta verde, Miss Jones e La vera gola profonda. Il film si basa su una pièce teatrale off-Broadway andata in scena per 23 repliche al Martinique Theatre dal 28 ottobre al 15 novembre 1971 (che vedeva la partecipazione di Sylvester Stallone in un ruolo secondario). La versione teatrale di Score era stata scritta da Jerry Douglas, che in seguito sarebbe diventato uno sceneggiatore mainstream.
Il film venne distribuito sia in versione softcore che hardcore. Un'edizione softcore in DVD, mostra un copyright rinnovato alla data del 1976, ma il film vero e proprio uscì nei cinema statunitensi nel dicembre 1973. La versione non censurata, che include nudità maschili frontali, penetrazioni e fellatio, dura 91 minuti, mentre la versione tagliata ha una lunghezza di 84 minuti. Nel 2010, il film è stato distribuito in versione restaurata su formato DVD e Blu-Ray dalla Cult Epics.

## Trama
Nella mitica città europea di Leisure, la coppia sposata Jack ed Elvira Jackson ha una scommessa in corso su chi possa sedurre più persone. Una sera, i due incontrano un paio di turisti conosciuti attraverso un annuncio di giornale. Elvira, un'autodefinitasi "snob sessuale", ha scommesso che può sedurre la sposina Betsy, compagna del bel biologo marino Eddie. Se fallisce entro la mezzanotte, allora sarà Jack a dover sedurre Eddie.
Mentre Jack ed Eddie si recano separatamente al lavoro, Betsy va a trovare la sua nuova amica Elvira. La ragazza resta molto affascinata dall'aperta ammissione di Elvira circa il rapporto libero che ha con il marito, che include anche lo scambismo e il consumo di droghe. Quando arriva Mike, il tecnico delle riparazioni telefoniche (Elvira aveva precedentemente sabotato il telefono proprio nella speranza che si presentasse un bell'uomo a ripararlo), Betsy è affascinata e scioccata mentre Elvira lo seduce proprio davanti ai suoi occhi. Ammette anche che non è molto felice, soprattutto dopo aver sorpreso Eddie a masturbarsi in bagno.
Le due coppie si riuniscono quella sera e fumano insieme un po' di marijuana. Tirando fuori da un baule dei costumi, decidono di giocare a travestirsi. Jack indossa un'uniforme da marinaio mentre Betsy indossa un vestito molto aderente da damina dell'Ottocento. Con grande sorpresa di Betsy (ed enorme divertimento di Jack), il costume di Elvira si basa su quello di una suora, ma senza nulla sotto. Eddie si traveste da cowboy.
Con il passare delle ore, i rapporti si fanno più intimi e ciascuna coppia ammette la propria insoddisfazione, incluso il dubbio se si sarebbero mai dovuti sposare. Si scopre che Eddie era il migliore amico del fratello di Betsy. C'è un indizio che lui ed Eddie fossero forse anche qualcosa in più che amici, anche se Eddie non sembra sapere che Betsy potrebbe rendersene conto. Betsy, nel frattempo, è un po' preoccupata che qualcosa possa "accadere" tra lei ed Elvira. Si eccita anche nel pronunciare la parola "cazzo" per la prima volta. Elvira e Betsy finiscono a letto insieme al piano di sopra, mentre Jack ed Eddie si appartano al piano di sotto. Sia Eddie che Betsy vengono simultaneamente sedotti, ricevendo e praticando sesso orale. Betsy viene anche penetrata da Elvira con uno strap-on (mentre indossa un collare e un guinzaglio). Eddie, mentre viene sodomizzato da Jack, ha una breve allucinazione nella quale gli sembra di stare facendo l'amore con Betsy. La mattina dopo, Betsy ed Eddie sono confusi, ognuno pensa che forse l'altro è quello "normale". Quando Mike si presenta in casa all'improvviso, proprio mentre Jack ed Elvira si stanno preparando per un ménage à trois con Betsy, Jack invita anche lui a partecipare all'orgia.

## Produzione
(Radley Metzger, 8 gennaio 2014)
Il brano Where is the Girl in stile Yardbirds presente nella colonna sonora del film, fu eseguito dalla house band dell'hotel dove alloggiavano Metzger e la troupe.
La donna che interpreta l'assistente di Jack non è accreditata nei titoli di coda del film, e non esistono informazioni sulla sua identità delle quali si conosca l'esistenza.